# 王炳宸
王炳宸（?—?），字枫亭。山西省翼城縣人，清朝政治人物。進士出身。
山西鄉試解元。光緒三十年，會試第269名；殿試登進士二甲90名，后授以主事分部學習。后進入日本法政大學速成班第五科。授度支部员外郎。能文章，工书法。卒年六十三。